# Pallagi János
Pallagi János (Budapest, 1922. október 3. – 2013. október 18.) magyar hegedűművész-tanár.

## Életpályája
Tanulmányait a Liszt Ferenc Zeneművészeti Főiskola hegedű szakán 1940 és 1946 között Zathureczky Ede növendéke volt. 1946-tól 1965-ig először a győri, majd a budapesti konzervatóriumokban tanított. 1977-től a Liszt Ferenc Zeneművészeti Főiskola egyetemi tanára volt. 1972 és 1982 között Ausztriában az Internationale Kammermusiktage Raumberg tanára volt. 1971-től 1980-ig az Állami Hangversenyzenekar koncertmestere volt. Gyakran lépett fel szonáta- és kamaraesteken is. 

## Emlékezete
Sírja Budapesten, a Farkasréti temetőben található.

## Díjai, elismerései
- Liszt Ferenc-díj (1957)